# نادي كورومبايينسي
نادي كورومبايينسي (بالإسبانية: Corumbaense Futebol Clube)‏ نادي كرة قدم برازيلي . تم تأسيس النادي في سنة 1914.